# Metabiantes traegardhi
Metabiantes traegardhi is een hooiwagen uit de familie Biantidae.